# Mezinárodní muzeum keramiky Weiden

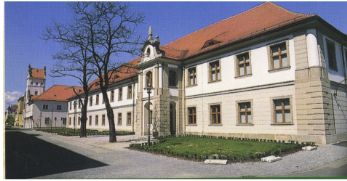
Waldasensské sýpky ve Weidenu

Mezinárodní muzeum keramiky Weiden je muzeum porcelánu a keramiky založené v roce 1990 jako pobočkové muzeum Nové mnichovské sbírky v bavorském městě Weiden. Sídlí ve Waldsassener Kasten, které nechal postavit barokní stavitel Philipp Muttone z kláštera Waldsassen v polovině 18. století jako sýpku pro klášterní majetek.
Na zhruba 1 000 m² výstavních ploch jsou vystaveny keramické a porcelánové výrobky od předních německých a evropských výrobců od rokoka až po 20. století, stejně jako exponáty z různých období ze všech částí světa. Do sbírky je zapojeno Státní muzeum egyptského umění, Státní archeologická sbírka, Bavorské národní muzeum a samotná Nová sbírka.
Ústřední součástí muzea je sbírka čínského porcelánu, kterou vytvořil weidenský podnikatel Dr. Wilhelm Seltmann. Sbírku jeho vdova věnovala muzeu v roce 1994. Zaměřuje se na výrobky z dynastie Čching a na rozdíl od srovnatelných sbírek věnuje značnou pozornost také umění z 19. století.
V prosinci 2015 bylo muzeum zařazeno na Červený seznam Německou kulturní radou a zařazeno do kategorie 1 (hrozilo uzavření).

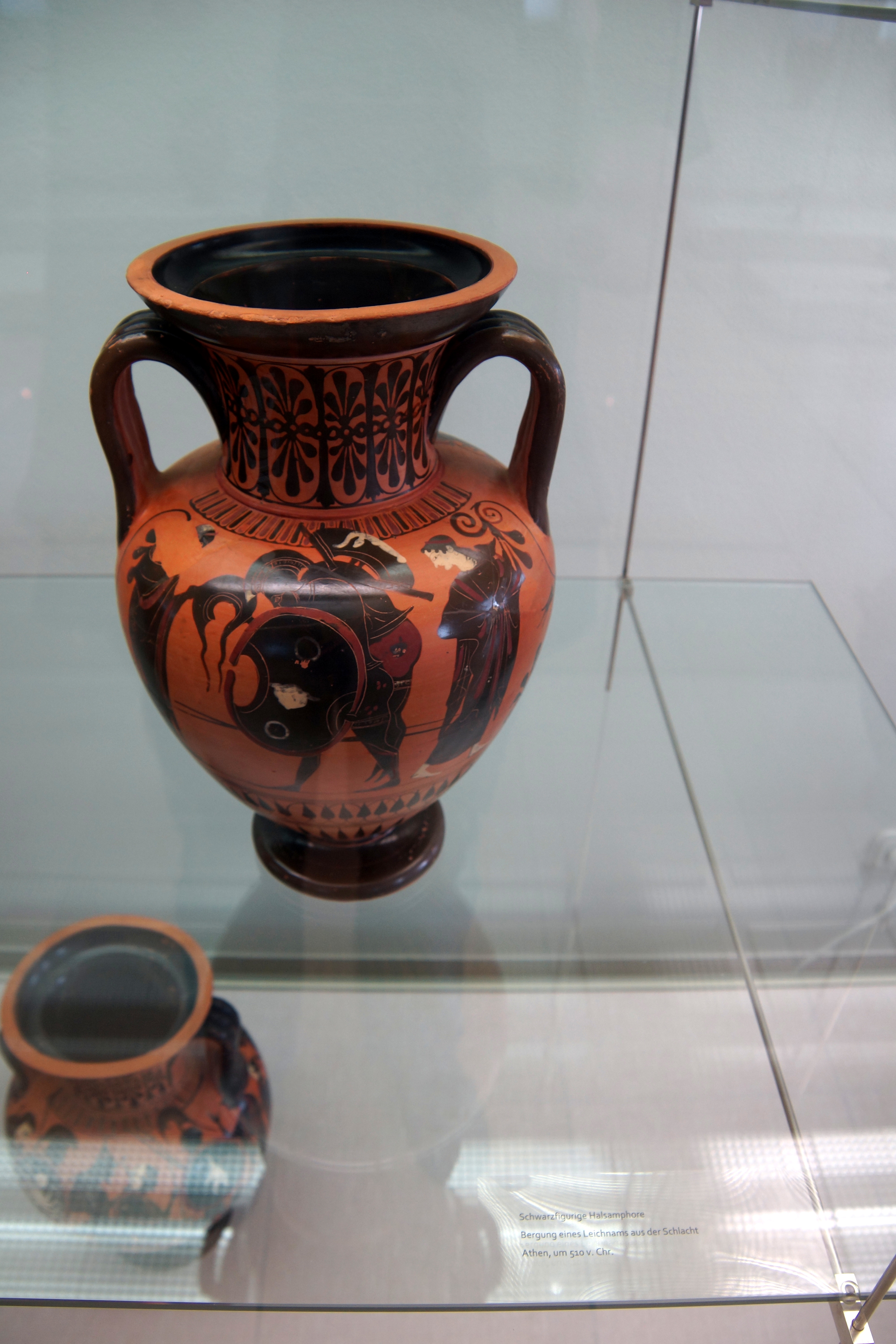
Exponáty muzea keramiky

## Prohlídkový program pro děti
Rodinné prohlídky probíhají v muzeum keramiky. Děti a mladí tam mohou provést rodinu muzeem a poté keramiku tvořit přímo v místní keramické dílně.